# O Caminho para El Dorado
O Caminho para El Dorado (do original em inglês: The Road to El Dorado) é um filme de animação musical estadunidense dos gêneros comédia e aventura lançado em 2000 dirigido por Eric "Bibo" Bergeron e Don Paul (em suas estreias como diretores em longa-metragens), a partir de um roteiro de Ted Elliott e Terry Rossio, bem como sequências adicionais dirigidas por Will Finn e David Silverman. Estrelando as vozes de Kevin Kline, Kenneth Branagh, Rosie Perez, Armand Assante e Edward James Olmos, o filme segue dois vigaristas que, após ganharem um mapa para El Dorado na Espanha, vão à costa da Mesoamérica; chegando lá, eles seguem o mapa até a cidade de El Dorado, onde seus habitantes os confundem com deuses.
Sua trilha sonora apresenta músicas instrumentais composta por Hans Zimmer e John Powell, com canções escritas pelo cantor Elton John e Tim Rice; John também narra periodicamente a história cantando ao longo do filme. Produzido pela DreamWorks Animation e lançado pela DreamWorks Pictures, O Caminho para El Dorado foi o terceiro longa de animação produzido pelo estúdio.
O filme foi lançado nos cinemas dos Estados Unidos em 31 de março de 2000, recebendo críticas mistas dos especialistas e obtendo um desempenho ruim nas bilheterias, arrecadando US$ 76 milhões em todo o mundo contra um orçamento de produção de cerca de US$ 95 milhões. O trabalho de Zimmer na trilha sonora, no entanto, recebeu elogios e lhe rendeu o prêmio de Melhor Trilha Sonora no Critics' Choice Movie Award, juntamente com seu trabalho em Gladiador. Apesar de sua má recepção inicial, o filme ganhou uma melhor reputação nos últimos anos, ajudando-o a conquistar um status de clássico cult.

## Enredo
Em 1519, na Espanha, os vigaristas Miguel e Tulio ganham um mapa para a lendária Cidade do Ouro, El Dorado, em uma aposta de dados fraudada com dados viciados (embora, posteriormente, eles ganhem o mapa de forma justa, depois que Tulio recebe dados normais de um dos oponentes). Após o golpe ser exposto, os dois escapam dos guardas e, acidentalmente, se escondem em um dos navios que são liderados pelo conquistador Hernán Cortés rumo ao Novo Mundo. Uma vez no mar, são capturados, presos e condenados à escravidão em Cuba, mas conseguem se libertar e roubam um barco a remo com a ajuda do cavalo maltratado de Cortés, Altivo.
O barco deles chega à terra, onde Miguel começa a reconhecer pontos de referência no mapa, levando-os até um marcador de totem perto de uma cachoeira, que Tulio acredita ser um beco sem saída. Quando se preparam para partir, eles encontram uma mulher nativa chamada Chel sendo perseguida por guardas. Ao verem Tulio e Miguel montados em Altivo, como retratado em uma gravura no totem, os guardas os escoltam, junto com Chel, até uma entrada secreta atrás das quedas d'água de El Dorado. Eles são levados aos anciãos da cidade: o bondoso chefe Tannabok e o perverso sumo sacerdote Tzekel-Kan. Os dois são confundidos com deuses quando um vulcão entra em erupção, mas se acalma de forma simultânea durante uma discussão entre eles, o que os leva a receber alojamentos luxuosos, com Chel sendo incubida de ser sua serviçal. Ela descobre que os dois estão enganando seu povo, mas promete ficar quieta, desde que eles a levem com eles quando deixarem a cidade. Os dois são presenteados com ouro por Tannabok, mas desaprovam o fato de Tzekel-Kan tentar sacrificar um dos nativos no ritual dos deuses. Enquanto isso, Cortés e seus homens chegam à terra.
Tulio e Miguel instruem Tannabok a construir um barco para que possam deixar a cidade com todos os presentes que receberam, sob o pretexto de que precisam voltar ao "outro mundo". Chel se aproxima romanticamente de Tulio, enquanto Miguel explora a cidade, começando a apreciar a vida pacífica dos cidadãos. Quando Tzekel-Kan vê Miguel jogando bola com crianças nativas, ele insiste para que os "deuses" demonstrem seus poderes contra os melhores jogadores da cidade. Tulio e Miguel inicialmente são superados, mas Chel substitui a bola por um tatu, que ajuda a dupla a ganhar a partida. Miguel impede o ritual de sacrificar o time perdedor, repreende Tzekel-Kan, ganhando a aprovação da multidão e o respeito de Tannabok. Tzekel-Kan, no entanto, percebe que Miguel recebeu um corte durante o jogo e conclui que os dois não são deuses, já que deuses não sangram, o que justifica os sacrifícios.
Mais tarde, Miguel, que reconsiderou a ideia de deixar a cidade, ouve Tulio dizendo a Chel que gostaria que ela fosse com eles para a Espanha, antes de acrescentar que gostaria que ela fosse especificamente com ele, "esquecendo" Miguel. Isso prejudica o relacionamento entre os dois. Em uma festa organizada para eles, Miguel e Tulio começam a discutir sobre a conversa de Tulio com Chel e o desejo de Miguel de ficar. Nesse momento, Tzekel-Kan, através de um ritual de magia negra, concebe um jaguar gigante de pedra para persegui-los pela cidade. Tulio e Miguel conseguem enganar o jaguar, fazendo com que ela e Tzekel-Kan caiam em um redemoinho gigante, considerado pelos nativos como a entrada para Xibalbá, o mundo espiritual. Tzekel-Kan então surge na selva, onde encontra Cortés e seus homens. Acreditando que Cortés é o verdadeiro deus, Tzekel-Kan se oferece para levá-lo a El Dorado.
Miguel decide ficar na cidade, enquanto Tulio e Chel embarcam no barco concluído pelos nativos. Antes de partirem, eles veem fumaça no horizonte e percebem que Cortés está se aproximando. Suspeitando que a cidade será destruída se Cortés a descobrir, Tulio sugere usar o barco para bater nos pilares de pedra sob a cachoeira e bloquear a entrada principal da cidade, apesar de saber que perderão o ouro no processo e que os guerreiros não resistirão por muito tempo. O plano dá certo, com os cidadãos puxando uma estátua atrás do barco para dar velocidade suficiente. Quando a estátua começa a cair muito rápido, Tulio tem dificuldade em preparar a vela do barco. Sacrificando a chance de ficar na cidade, Miguel e Altivo pulam no barco para desenrolar as velas, garantindo que o barco passe pela estátua a tempo. O grupo colide com sucesso contra os pilares, causando um desabamento, enquanto perde todos os seus tesouros no processo. Eles se escondem perto do totem assim que os homens de Cortés e Tzekel-Kan chegam. Ao encontrarem a entrada bloqueada, Cortés tacha Tzekel-Kan como mentiroso e vai embora, levando-o como escravo.
Embora desapontados por terem perdido o ouro (sem saber que Altivo ainda usa as ferraduras douradas com as quais foi equipado em El Dorado), Tulio e Miguel têm a certeza de que El Dorado agora está segura. Eles apreciam a emoção de sua aventura e seguem em uma direção diferente para uma nova jornada, agora acompanhados de Chel.

## Elenco
- Kevin Kline como Tulio, um vigarista e amigo de Miguel. Ele é o planejador estratégico, frequentemente ficando ansioso e pensando demais nas coisas.
- Kenneth Branagh como Miguel, um vigarista e amigo de Tulio. Miguel é mais relaxado e tranquilo em contraste com a natureza mais frenética de Tulio. Miguel se acostuma à vida pacífica em El Dorado e valoriza as pessoas da cidade em oposição ao ouro.
- Rosie Perez como Chel, uma linda mulher de El Dorado que descobre o golpe de Tulio e Miguel e decide entrar na jogada na esperança de escapar de El Dorado com eles para uma vida de aventura.
- Armand Assante como Tzekel-Kan, o sumo sacerdote fanaticamente cruel que tem uma fixação religiosa por sacrifícios humanos. Ele inicialmente acredita que Tulio e Miguel são deuses até descobrir a verdade.
- Edward James Olmos como Chefe Tannabok, o chefe de El Dorado que era muito cético em relação a Túlio e Miguel serem deuses, mas os trata com gentileza e hospitalidade por causa do bem que eles demonstram ao seu povo.
- Jim Cummings como Hernán Cortés, o implacável e ambicioso líder conquistador da expedição para encontrar ouro nos impérios do Novo Mundo.
  - Cummings também dá voz ao cozinheiro do navio de Cortés, a um guerreiro que é pisoteado pelo jaguar de pedra de Tzekel-Kan e ao nativo que avisa o chefe Tannabok sobre Cortés.
- Frank Welker como Altivo, o cavalo de Cortés que faz amizade com Túlio e Miguel.
  - Welker também dá voz ao Touro que persegue Miguel e Túlio no começo do filme.
- Tobin Bell como Zaragoza, um marinheiro na viagem ao Novo Mundo de El Dorado e o dono original do mapa, que ele perde para Tulio e Miguel após um jogo de dados.

## Produção

### Desenvolvimento
Pouco antes do anúncio público da fundação da DreamWorks SKG em outubro de 1994, o ex-presidente da Disney Jeffrey Katzenberg se encontrou com os roteiristas Ted Elliott e Terry Rossio e deu a eles uma cópia do livro de Hugh Thomas Conquest: Montezuma, Cortes and the Fall of Old Mexico, desejando fazer um filme de animação ambientado na Era dos Descobrimentos. Na primavera de 1995, Elliott e Rossio criaram um tratamento de história inspirado na série de filmes Road to... estrelada por Bob Hope e Bing Crosby como anti-heróis cômicos e egoístas que partiriam para encontrar a "Cidade Perdida de Ouro" após adquirir um mapa para sua localização. Will Finn e David Silverman foram originalmente escolhidos como os diretores do filme com um lançamento provisório agendado para o outono de 1999. Inicialmente, a história foi concebida como um filme dramático devido à propensão de Katzenberg para filmes de animação em grande escala, o que conflitava com os elementos leves do filme. Esta versão da história teve Miguel inicialmente concebido como um personagem obsceno semelhante a Sancho Pança que iria presumidamente "morrer" na história mas voltaria à vida, causando uma confusão nos nativos a ponto deles acreditarem que ele era um deus, bem como sequências de amor mais picantes e roupas mais decotadas projetadas para a personagem Chel. Elliott comparou seu roteiro à comédia de guerra de 1999 Três Reis em que o final tratava da destruição do Império Asteca do conquistador espanhol Hernán Cortés.
No entanto, enquanto O Príncipe do Egito estava em produção, Katzenberg decidiu que o próximo projeto de animação do estúdio deveria ser um afastamento de uma abordagem séria e adulta, passando a desejar que o filme fosse uma comédia de aventura. Por causa disso, o filme foi colocado em espera, onde foi jocosamente chamado de "El Dorado: A Cidade Perdida em Espera" nos bastidores devido a várias reescritas. Miguel e Tulio foram reescritos como pequenos vigaristas e o cenário do filme foi alterado para um paraíso mais exuberante. Além disso, o romance entre Tulio e Chel foi atenuado, com novas roupas projetadas para Chel. A produtora Bonne Radford explicou: "Originalmente pensamos que [o filme] seria classificado com [a censura] PG-13 e então o tornamos desse jeito... Mas então pensamos que não poderíamos excluir as crianças mais novas, então tivemos que atenuar o romance". Finn e Silverman deixaram o projeto em 1998 após disputas sobre a direção criativa do filme sendo substituídos por Eric "Bibo" Bergeron e Don Paul. Katzenberg supostamente codirigiu o filme, embora não tenha sido creditado.

### Seleção de elenco
Em 15 de agosto de 1998, Kevin Kline, Kenneth Branagh e Rosie Perez assinaram contrato para o filme. Como os personagens e o filme foram inspirados na saga Road to... de Bob Hope e Bing Crosby, a produtora Bonne Radford observou que "[o] relacionamento de camaradagem [entre a dupla] é o coração da história. Eles precisam um do outro porque ambos são bastante ineptos. Eles são opostos — Tulio é o intrigante e Miguel é o sonhador. A camaradagem deles aumenta a aventura; você quase não precisa saber para onde eles estão indo ou o que estão procurando, porque a diversão está na jornada". Incomum para um filme de animação, Kline e Branagh gravaram suas falas na mesma sala de estúdio juntos para que os dois alcançassem uma química mais realista. Isso resultou em uma boa quantidade de diálogos improvisados, alguns dos quais foram usados no filme final.

### Animação
No início da produção, uma equipe de designers, animadores e produtores liderados por Katzenberg embarcou em viagens de pesquisa ao México, onde estudaram as antigas cidades maias de Tulum, Chichén Itzá e Uxmal na esperança de fazer a arquitetura do filme parecer autêntica. Em janeiro de 1997, uma centena de animadores foram designados para o projeto. No entanto, como o departamento de animação estava ocupado com O Príncipe do Egito, o estúdio dedicou mais animadores e recursos naquele filme do que em O Caminho para El Dorado. A animação tradicional foi realizada em parceria com a Stardust Pictures sediada em Londres e a Bardel Entertainment de Vancouver. A sequência de introdução do filme, com um número musical de Elton John, foi fornecida mesclando animação tradicional com CGI pela Pacific Data Images.

## Música
Marylata Jacob, que iniciou o departamento de música da DreamWorks em 1995, tornou-se a supervisora musical do filme antes que o roteiro fosse concluído. Consultando Katzenberg, Jacob decidiu que a abordagem musical do filme seria em world music. Em 1996, Tim Rice e Elton John foram convidados a compor sete canções nas quais trabalharam imediatamente. Seu processo musical começou com Rice escrevendo primeiro as letras das canções e dando-as a John para compor a música. John então gravou uma demo que foi dada aos animadores que fizeram o storyboard para a demo, pois o andamento e os vocais permaneceriam intactos.
Eventualmente, os cineastas decidiram não seguir a abordagem musical tradicional, fazendo os personagens cantarem. A coprodutora Bonne Radford explicou: "Estávamos tentando nos libertar daquele padrão que tinha sido meio que aderido na animação e realmente colocar uma música onde achamos que seria ótima... E nos levar por alguns pontos da história". Em 20 de fevereiro de 1999, antes do lançamento do álbum conceitual Elton John and Tim Rice's Aida, foi anunciado que dez músicas haviam sido compostas para El Dorado e que a data de lançamento do filme havia sido adiada para março de 2000.
A trilha sonora instrumental foi composta por Hans Zimmer e John Powell. John, Rice e Zimmer já haviam colaborado anteriormente na trilha sonora de O Rei Leão, da Disney. Zimmer também já havia composto a trilha sonora instrumental do filme anterior da DreamWorks Animation, O Príncipe do Egito.
Em alguns casos (como a faixa "The Trail We Blaze"), as músicas foram alteradas musicalmente e vocalmente da forma como apareceram no filme. Existe uma gravação intitulada "Cast & Crew Special Edition" da trilha sonora, mas foi um lançamento apenas promocional. O álbum da trilha sonora inclui as versões teatrais das músicas, incluindo "It's Tough to Be a God" gravada por Kevin Kline e Kenneth Branagh (interpretada na trilha sonora por Elton John e Randy Newman), além de várias faixas de trilha sonora compostas por Hans Zimmer. Os Backstreet Boys forneceram vocais de apoio não creditados em "Friends Never Say Goodbye", embora o grupo é "agradecido" por John após os créditos no encarte do CD. Os membros do Eagles Don Henley e Timothy B. Schmit são creditados como vocalistas de apoio na música "Without Question".

## Lançamento

### Marketing
O filme foi revelado pela primeira vez em um trailer duplo com o longa-metragem de animação da DreamWorks/Aardman A Fuga das Galinhas e no lançamento do VHS de O Príncipe do Egito. Foi acompanhado por uma campanha promocional do Burger King.

### Mídia doméstica
O Caminho para El Dorado foi lançado em DVD e VHS em 12 de dezembro de 2000. Houve também um evento realizado em El Dorado, no estado americano do Kansas, no qual um desfile foi realizado e as ruas foram pintadas de ouro em comemoração ao lançamento do filme em mídia doméstica. O lançamento do DVD inclui um comentário em áudio, featurettes dos bastidores, um videoclipe da canção "Someday Out of the Blue", notas de produção, jogos interativos, trailers e teasers de televisão.
Em julho de 2014, os direitos de distribuição do filme foram comprados da DreamWorks Animation da Paramount Pictures (proprietária do catálogo da DreamWorks Pictures anterior a 2005) e transferidos para a 20th Century Fox antes de serem repassados à Universal Pictures em 2018. Por conta disso, a Universal Pictures Home Entertainment posteriormente lançou o filme em Blu-ray em 22 de janeiro de 2019.

## Recepção

### Comercial
O filme arrecadou US$ 12,9 milhões em seu fim de semana de estreia nos Estados Unidos, ficando em segundo lugar atrás de Erin Brockovich (que estava em seu terceiro fim de semana). O filme fechou seu circuito teatral em 29 de junho de 2000, após arrecadar US$ 50,9 milhões nos Estados Unidos e Canadá e US$ 25,5 milhões no exterior, para um total mundial de US$ 76,4 milhões. Com base em sua receita bruta total, O Caminho para El Dorado se tornou uma bomba de bilheteria, incapaz de recuperar seu orçamento de US$ 95 milhões.

### Crítica
No Rotten Tomatoes, o filme tem uma taxa de aprovação de 49% com base em 106 avaliações e uma classificação média de 5,50/10; o consenso crítico do site diz: "Sua história previsível e personagens fracos tornaram o filme monótono". No Metacritic, o filme tem a pontuação 51/100 com base em 29 críticos, indicando "avaliações mistas ou médias". O público pesquisado pelo CinemaScore deu ao filme uma nota média "B+" em uma escala de "A+" a "F".
Numa crítica para o jornal Chicago Tribune, Michael Wilmington resumiu: "Este filme é divertido de assistir de maneiras que a maioria dos desenhos animados recentes não são. Também é mais adulto, embora tenha a mesma sensualidade cartunística dos filmes originais da série Road, com sua lascívia fortemente codificada. É um filme animado, embora não seja para todos os gostos. A trilha sonora de John e Rice não é tão empolgante quanto O Rei Leão. O roteiro, embora inteligente, muitas vezes parece muito fofo e elegante, sendo não emocional o suficiente".
Lisa Schwarzbaum, resenhando para a revista Entertainment Weekly, comentou que "esta viagem pela 'Estrada para El Dorado' prossegue abaixo do limite de velocidade o tempo todo. Nossos protagonistas Tulio e Miguel não são grandes o suficiente, nem fortes o suficiente, nem engraçados o suficiente para afivelar qualquer golpe. Eles estão tão perdidos para nós quanto a cidade perdida em que vão parar". Da mesma forma, o historiador de animação Charles Solomon comentou sobre a falta de escrita de desenvolvimento de personagens: "Tulio e Miguel se movem bem, mas os animadores não parecem ter mais ideia de quem eles são do que o público. Kevin Kline e Kenneth Branagh fornecem suas vozes, mas os personagens dizem e fazem coisas semelhantes de maneiras semelhantes. Quem pode diferenciá-los?". O crítico da CNN Paul Clinton escreveu: "A animação não é inspiradora e não traz nada de novo à mesa da magia da animação"; ele comparou desfavoravelmente as canções de Elton John e Tim Rice às de O Rei Leão e chamou o enredo de "sem inspiração".
Entre os críticos mais receptivos do filme estava Roger Ebert do jornal Chicago Sun-Times, que deu ao filme três estrelas de quatro. Ele reconheceu que, embora O Caminho para El Dorado não seja "tão peculiar quanto Antz ou tão adulto quanto O Príncipe do Egito", é "brilhante e tem boa energia". Joel Siegel, revisando o filme para o programa de televisão estadunidense Good Morning America, chamou-o de "ouro maciço", alegando que o filme foi "pavimentado com risadas". Jay Boyar do Orlando Sentinel declarou: "O Caminho para El Dorado é quase divertido, eu suponho, com animação que é, às vezes, verdadeiramente impressionante. E que mesmo que as seis músicas de Elton John e Tim Rice sejam completamente esquecíveis, elas não têm distinção suficiente para realmente se tornarem irritantes".
Organizações de direitos indígenas criticaram o filme por seus temas sexistas e racistas e por sua falta de sensibilidade histórica. Olin Tezcatlipoca, diretor do movimento indígena Mexica Movement, argumentou que o filme retrata Chel como um "brinquedo sexual" para os dois espanhóis e que a representação deles como salvadores da barbárie dos sacrifícios humanos e do colaboracionismo indígena com Cortés "não tem respeito pela história".
Nos últimos anos, Jason Schwartz, da revista Geeks, chamou o filme de "uma joia escondida" e ficou surpreso com "o quão bem ele envelheceu e o quão desconcertante é que este filme não tenha sido um sucesso". Ele chamou o filme de "lindamente animado" e elogiou as canções de Elton John e a trilha sonora de Hans Zimmer. Ele também elogiou a escrita das caracterizações: "Miguel e Tulio se enfrentam sem esforço. Não apenas o humor entre os dois flui bem, mas sua amizade é autêntica". Petrana Radulovic, escrevendo para a Polygon, elogiou os personagens Miguel e Tulio, bem como as "cenas hilárias e diálogos espirituosos".

### Prêmios e indicações
| Cerimônia                                | Categoria | Recipiente(s)                                                | Resultado | Ref.   |
| ---------------------------------------- | --- | ------------------------------------------------------------ | --------- | ------ |
| Prêmios Annie                            | Melhor filme de animação                                                                                          | Melhor filme de animação                                     | Indicado  | [ 41 ] |
| Prêmios Annie                            | Conquista Individual Excepcional em Animação de Personagens                                                       | David Brewster                                               | Indicado  | [ 41 ] |
| Prêmios Annie                            | Conquista Individual Excepcional em Animação de Personagens                                                       | Rodolphe Guendonen                                           | Indicado  | [ 41 ] |
| Prêmios Annie                            | Conquista Individual Excepcional em Animação de Efeitos                                                           | Doug Ikeler                                                  | Indicado  | [ 41 ] |
| Prêmios Annie                            | Realização Individual Excepcional para Música em Produção de Longa-Metragem de Animação                           | Hans Zimmer & John Powell / Elton John & Tim Rice            | Indicado  | [ 41 ] |
| Prêmios Annie                            | Realização Individual Excepcional em Design de Produção em Produção de Longa-Metragem de Animação                 | Christian Schellewald                                        | Indicado  | [ 41 ] |
| Prêmios Annie                            | Conquista individual excepcional para storyboard em uma produção de longa-metragem de animação                    | Jeff Snow                                                    | Indicado  | [ 41 ] |
| Prêmios Annie                            | Conquista individual excepcional para dublagem de um ator masculino em uma produção de longa-metragem de animação | Armand Assante (como "Tzekel-Kan")                           | Indicado  | [ 41 ] |
| Critics' Choice Movie Awards             | Melhor trilha sonora                                                                                              | Hans Zimmer (Também para Gladiador e Mission: Impossible II) | Venceu    | [ 6 ]  |
| Melhor Edição de Som – Filme de Animação | Melhor Edição de Som – Filme de Animação                                                                          | Gregory King, Yann Delpuech e Darren King                    | Indicado  |        |
| Melhor Edição de Som – Filme de Animação | Melhor Edição de Som – Música – Filme de Animação                                                                 | Adam Milo Smalley e Vicki Hiatt                              | Indicado  |        |
| Nickelodeon Kids' Choice Awards          | Voz favorita de um filme de animação                                                                              | Kevin Kline                                                  | Indicado  |        |
| Prêmio Saturno                           | Melhor Música | Hans Zimmer e John Powell                                    | Indicado  |        |